# Напередодні (фільм, 1959)
«Напередодні» (рос. «Накануне») — радянсько-болгарський художній фільм 1959 року за однойменним романом І. С. Тургенєва.

## Сюжет
Дія фільму відбувається в середині XIX століття. Сюжет фільму будується навколо історії кохання Олени Стахової і болгарського патріота Дмитра Інсарова, що бореться за звільнення своєї батьківщини від турецького гніту. Закохані долають опір батьків Олени і чекають звісток з Болгарії, сподіваючись долучитися до борців за визволення, але напередодні від'їзду Дмитро вмирає від важкої хвороби. Олена вирушає до Болгарії з друзями Інсарова, щоб продовжувати його справу.

## У ролях
- Любомир Кабакчієв —  Дмитро Никанорович Інсаров
- Ірина Мілопольська —  Олена Миколаївна Стахова
- Борис Ліванов —  Микола Артемович Стахов
- Ольга Андровська —  Анна Василівна Стахова
- Всеволод Сафонов —  Андрій Петрович Берсеньов
- Олег Табаков —  Павло Якович Шубін
- Михайло Яншин —  Увар Іванович
- Еве Ківі —  Зоя
- Стефан Пейчев —  Рендич
- Лариса Гордейчик —  гостя

## Знімальна група
- Автори сценарію:  Володимир Петров, Орлін Василєв
- Режисер — Володимир Петров
- Оператор — Вило Радєв
- Художник —  Леван Шенгелія
- Зам. директора картини: Сергій Каграманов